# 나에보역
나에보역(일본어: 苗穂駅 나에보에키[*])은 일본 홋카이도 삿포로시 주오구에 있는 홋카이도 여객철도 · 일본화물철도 하코다테 본선의 역이다. 역 번호는 H02이며, 섬식 승강장 2면 4선의 구조를 가지는 지상역이다.

## 타는 곳
| 3 | ■ 하코다테 본선 | (상행) | 삿포로 · 오타루 방면            |
| 4 | ■ 지토세 선     | (하행) | 삿포로 · 오타루 방면            |
| 5 | ■ 지토세 선     | (상행) | 신치토세 공항 · 도마코마이 방면 |
| 6 | ■ 하코다테 본선 | (하행) | 에베쓰 · 이와미자와 방면        |

## 이용 현황
| 사명              | 연도     | 평균 이용 현황                   |
| 홋카이도 여객철도 | 2010년도 | 3,626명                          |
| 일본화물철도      | 2000년도 | 도착화물 : 35,372t 발송화물 : 0t |
| ----------------- | -------- | -------------------------------- |

## 역 주변
- 국도 제12호선 · 국도 제275호선
- 홋카이도 여객철도 나에보 공장
- 홋카이도 여객철도 나에보 운전소
- 홋카이도 여객철도 연수 센터
- 홋카이도 여객철도 나에보 차량소
- 삿포로 시 수도국
- 도요히라강
- 삿포로 후생 병원
- 홋카이도 닛폰햄 파이터스 실내연습장
- 삿포로 시 주오 체육관
- 태평양 시멘트 삿포로 서비스 스테이션

## 인접 정차역
| 홋카이도 여객철도 ■ 하코다테 본선 | 홋카이도 여객철도 ■ 하코다테 본선     | 홋카이도 여객철도 ■ 하코다테 본선         |
| --------------------------------- | ------------------------------------- | ----------------------------------------- |
| 01 삿포로 오타루 · 삿포로 방면    | ● 구간쾌속 "이시카리 라이너" A ● 보통 | H03 시로이시 이와미자와 · 도마코마이 방면 |